# 596 г. пр.н.е.

## Събития

### В Азия

#### Във Вавилония
- Навуходоносор II (605 – 562 г. пр.н.е.) е цар на Вавилония.[1]
- Царят води поход на запад околностите на Каркемиш и в продължение на месец урежда държавните дела в Сирия преди отново да се завърне във Вавилон.[2]

#### В Мидия
- Киаксар (625 – 585 г. пр.н.е.) е цар на Мидия.[3]

### В Африка

#### В Египет
- Фараон на Египет е Нехо II (610 – 595 г. пр.н.е.).[4]

### В Европа
- В Гърция се провеждат 46-те Олимпийски игри:
  - Победител в дисциплината бягане на разстояние един стадий става Хризамакс от Лакония.[5]
  - Победител в дисциплината бягане на разстояние един стадий за момчета става Полимнестър от Милет.[5]